# Митниця (Дубенський район)
Ми́тниця — село в Україні, у Крупецькій сільській громаді Дубенського району Рівненської області. Населення становить 276 осіб.

## Походження назви
Впродовж 1795—1914 років село знаходилося на російсько-австрійському кордоні, тут існував митний пост. Звідси і назва села.

## Історія

### ХІХ століття
У 1850 році в селі Митниця було всього 20 дворів. Земля належала Вітиславським та Раціборовським (3000 десятин). Після скасування кріпосного права в 1861 році Вітиславські почали продавати землю. В основному її купували Зельман, Гринь, Миць (500 десятин), Зимін. Селяни купували мало — через бідність. Одержавши малі наділи на сім'ю, селяни, що жили біля річки Стир у фільварках Вітиславського і Шувалова, переселяються на територію теперішнього села Митниця, ближче до своїх наділів.
Першими поселенцями були Бусь Андрій, Огороднік Ілля, Мишко Андрій, Ткачук Сидор, Огороднік Сафон, Матвійчук Кіндрат, Тернавський Василь. До них приєднались Сень, Додик, Колотинський, Ткачук, брати Матвєєви.
У 1906 році село Теслугівської волості Дубенського повіту Волинської губернії. Відстань від повітового міста 55 верст, від волості 12. Дворів 54, мешканців 366.
Перед російсько-японською війною 1904р. група рекрутів з села була забрана в царську армію. Це Ґудзь Сафон, Калинович, Матвійчук Давид та інші. Із спогадів Матвійчука Давида: "Перед відправкою нашого полку на японський фронт офіцери вишикували його . Виступаючи, вони закликали солдат захищати царя-батюшку і отечество. Слова, сказані одним із офіцерів в кінці свого виступу, на все життя залягли мені в душу і в мене виникла ненависть до них. Він сказав: "Господа офіцери, тільки вас мені шкода. А цього гною (кивнувши в сторону солдат) вистачить".
7 (20) листопада 1917 року, відповідно до Третього Універсалу Української Центральної Ради, увійшло до складу Української Народної Республіки.

### Післявоєнний період
У Митниці розташовувалась садиба колгоспу ім. ХХІ з'їзду КПРС, за яким було закріплено 3093 га землі, у тому числі 2282 га орної. У 1971 році споруджено комплекс виробництва свинини на кілька тисяч голів худоби.
За радянських часів у селі працювали восьмирічна школа, у якій 12 вчителів навчали 100 учнів, клуб, бібліотека, фельдшерсько-акушерський пункт.

### Сучасність
12 червня 2020 року, відповідно до розпорядження Кабінету Міністрів України № 722-р від «Про визначення адміністративних центрів та затвердження територій територіальних громад Рівненської області», увійшло до складу Крупецької сільської громади Радивилівського району.
19 липня 2020 року, в результаті адміністративно-територіальної реформи та ліквідації Радивилівського району, село увійшло до складу Дубенського району.

## Релігія
У селі є Церква Покрови Пресвятої Богородиці XVIII ст.